# 斯克埃什蒂鄉
44°28′N 23°34′E / 44.467°N 23.567°E
斯克埃什蒂鄉（羅馬尼亞語：Comuna Scăești, Dolj），是羅馬尼亞的鄉份，位於該國西南部，由多爾日縣負責管轄，處於布加勒斯特以西200公里，每年平均降雨量988毫米，海拔高度109米，2007年人口2,173。